# Jacek Inglot
Jacek Inglot (ur. 5 czerwca 1962 w Siedlcu Trzebnickim) – polski pisarz, tworzący głównie w gatunku science fiction.

## Życiorys
Ukończył Liceum Ogólnokształcące Nr 1 we Wrocławiu i filologię polską na Uniwersytecie Wrocławskim. Po studiach pracował jako nauczyciel w LO nr 1. Obecnie mieszka we Wrocławiu.
Debiutował opowiadaniem Dira necessitas („Feniks” 2', 1986). Publikował opowiadania i teksty publicystyczne w „Feniksie”, „Nowej Fantastyce”, „SFinksie” oraz „Playboyu”. Jego powieści Inquisitor (1996) i Quietus (1997) były nominowane do Nagrody im. Janusza A. Zajdla. W 2017 otrzymał Srebrne Wyróżnienie w konkursie o Nagrodę Literacką im. Jerzego Żuławskiego. Jego pierwszą powieścią o tematyce współczesnej jest Porwanie Sabinek (2008).
Stypendysta Literacki Fundacji PGZ w konkursie na powieść #WOLNOŚĆ_czytaj_dalej (w Kapitule m.in. prof. Jarosław Klejnocki i Jacek Komuda).

## Twórczość
- Inquisitor, Dom Wydawniczy „Rebis”, Poznań 1996 (2. wyd.: Inquisitor. Zemsta Azteków, superNOWA, Warszawa 2006).
- Quietus, Zysk i S-ka, Poznań 1997.
- Bohaterowie do wynajęcia (z Andrzejem Drzewińskim) [opowiadania], Fabryka Słów, Lublin 2004.
- Porwanie Sabinek, Wydawnictwo Otwarte, Kraków 2008.
- Eri i smok, Wydawnictwo Skrzat, Kraków 2009.
- Wypędzony. Breslau – Wrocław 1945, Erica, Warszawa 2012; kryminał historyczny.
- Sodomion, Uroboros, Warszawa 2015 (opowiadania)
- Polska 2.0, W.A.B, Warszawa 2016
- Operacja ,,Komendant"; Misja w czasie, wyd. Narodowe Centrum Kultury, Warszawa 2019 (ISBN 978-837-982-360-4)
- Eri czarodziejka, wyd. Nasza księgarnia, Warszawa 2019
- Długi dzień w Tokio, Instytut Dziedzictwa Myśli Narodowej, Warszawa 2021; dramat.
- Autostopem przez fantastykę, wyd. Stalker Books, Olsztyn 2022
- Polska 3.0, wyd. Stalker Books, Olsztyn 2023
- Polska 4.0, wyd. Stalker Books, Olsztyn 2023